# Праздник двойной девятки
Праздник двойной девятки или Праздник двух девяток (кит. упр. 重九, пиньинь Chóngjiǔ, также кит. трад. 重陽節, упр. 重阳节, пиньинь Chóngyángjié, в Гонконге англ. Chung Yeung Festival, во Вьетнаме вьет. Tết Trùng Cửu) —  традиционный осенний праздник в Китае. Отмечается в девятый день девятого месяца китайского традиционного календаря. 

## Культовая основа
Согласно "И Цзин" ("Книга перемен") , девять — «янское» число; девятый день девятого лунного месяца (дважды девять) обладает огромной силой ян и поэтому потенциально опасен. Для преодоления этой опасности традиция велит взобраться на высокую гору, пить хризантемовое вино и носить ветви кизила лекарственного, а также мешочек с кизилом (кит. упр. 茱萸囊, пиньинь zhūyúnáng, палл. чжуюйнан). Хризантемы и кизил считаются очищающими растениями.

## Мифология
Согласно легенде, происхождение праздника связано с первым императором династии Хань, Лю Баном. При его дворе на девятый день девятого месяца по лунному календарю император и его окружение надевали на себя ветви кизила лекарственного, ели рисовые лепешки и пили хризантемовое вино, чтобы развеять дурные предзнаменования и обеспечить долголетие. После смерти императора Лю Бана (195 г. до н. э.) императрица Люй-хоу жестоко расправилась с любимой из женщин императора (также бывшей матерью любимого из его сыновей) , наложницей Ци. Одна из служанок наложницы Ци покинула дворец и вышла замуж за простого человека. Благодаря ей этот праздник распространился среди простых людей.

## Обряды
В этот день китайцы традиционно едят пятислойные пироги (кит. упр. 重阳糕, пиньинь chóngyánggāo), украшенные флажком, символизирующим кизил. Большинство людей пьют хризантемовый чай, а строгие блюстители традиций — домашнее хризантемовое вино. Дети в школе учат стихи о хризантемах, а в некоторых городах устраивается выставка хризантем. Популярны также соревнования по восхождению в горы. Победители получают венок из ветвей кизила.

## Почитание предков
Праздник включает в себя традиционный обряд почитания предков. По обычаю, в этот день старшие в роду мужчины забивают на могиле предка свинью. По существующему поверию, дух предка, не получивший ежегодной жертвы, умирает навсегда, и не может более заботиться о благополучии потомков.
В 1966 году Китайская Республика (Тайвань) переименовала праздник, сделав его «Днём пожилых людей».

## Отражение в культуре
Празднику посвящено стихотворение Ван Вэя «В девятый день девятой луны вспоминаю братьев, живущих в Шаньдуне» (кит. упр. 九月九日忆山东兄弟).

## Даты
Григорианский календарь
- 2008 — 7 октября
- 2009 — 26 октября
- 2010 — 16 октября
- 2011 — 5 октября
- 2012 — 23 октября
- 2013 — 13 октября
- 2014 — 2 октября
- 2015 — 21 октября
- 2016 — 9 октября
- 2017 — 28 октября
- 2018 — 17 октября
- 2019 — 7 октября
- 2020 — 25 октября
- 2021 — 14 октября
- 2022 — 4 октября
- 2023 — 23 октября
- 2024 — 11 октября